# Nicolas Anelka
Nicolas Anelka (Versailles, 14. ožujka 1979.) je francuski profesionalni nogometni trener i bivši igrač. Igrao je na poziciji napadača, a za Francusku nogometnu reprezentaciju je nastupao od 1998. do 2010.

## Klupska karijera
Paris Saint-Germain
Anelka je karijeru započeo u mlađim uzrastima Paris Saint-Germaina sa 16 godina. Ubrzo se seli u London igrati za Arsenal.
Arsenal 
U veljači 1997. Anelka prelazi u Arsenal za novčanu naknadu od 500 000 funti. U sezoni 1997./98. se probio do prvog tima Arsenala kao zamjena ozlijeđenom Ianu Wrightu. To je bila prva prava sezona za Anelku u Arsenalu i do tad u karijeri. Prvi pogodak za Arsenal postigao je 9. studenog 1997. u 3:2 pobjedi nad Manchester Unitedom na Highburyju. Arsenal osvaja Premier Ligu te sezone, a Nicolas je bio jedan od ključnih igrača.
Sezone 1998./99. Anelka je zabio 17 golova za Topnike u Premier Ligi, te je bio najbolji strijelac kluba te sezone. Iako mu je išlo u Arsenalu te je bio u dobrim odnosima s trenerom Arsèneom Wengerom, izrazio je želju za odlazak iz kluba.
Real Madrid 
Anelka se pridružio Real Madridu u ljeto 1999. za 22.3 milijuna funti novčane naknade.
Debitirao je 21. kolovoza 1999., a svoj prvijenac u La Ligi je zabio tek u veljači, kad je Real Madrid slavio 3:0 protiv Barcelone u El Clásicu. Anelka je pomogao Real Madridu da dođe do finala Lige prvaka u Parisu pogodcima Bayernu iz Münchena u polufinalu natjecanja. U samome finalu Anelka je odigrao prvih 79 minuta, a Bijeli su pobijedili Valenciju te osmi put postali prvaci Europe.
Povratak u Paris Saint-Germain i posudba u Liverpool
Anelka se nakon tri godine vratio u Paris nakon što je potpisao šestogodišnji ugovor s Paris Saint-Germainom. Prvu sezonu 2000./01. dobro je započeo te je u Francuskoj Diviziji 1 s PSG-om bio prvi na ljestvici, no forma tima brzo je pala. Na kraju je Paris Saint-Germain završio drugi u ligi i osigurao grupnu fazu Lige prvaka sljedeće sezone, međutim, Anelka je opet razvio probleme s glavnim trenerom, Luisom Fernándezom.
U prosincu 2001. Anelka odlazi u Liverpool na kratku posudbu do kraja sezone. Odigrao je solidnu sezonu, zabio sve skupa pet golova i završio drugi na tablici Premier Lige 2001./02. Ipak, sve to nije bilo dovoljno da mu tadašnji trener Gérard Houllier ponudi stalni ugovor s Liverpoolom zbog dovođenja senegalskog napadača Dioufa.

## Reprezentativna karijera
22. travnja Anelka je debitirao za Francusku nogometnu reprezentaciju protiv Švedske u 0:0 remiju. Nije bio pozvan na Svjetsko prvenstvo 1998. koje je Francuska osvojila, ali je ubrzo postao prvi napadač reprezentacije, tijekom kvalifikacija za Euro 2000. Na samom Euru Anelka je igrao sve utakmice osim finala u kojem je zlatni gol Davida Trezegueta Francuskoj donio drugi trofej zaredom na velikim prvenstvima.
Od osvajanja i Kupa Konfederacija 2001. pa sve do 2008. Anelka nije igrao puno utakmica za nacionalnu vrstu, najviše zbog klupskog stanja. U playoff-u kvalifikacija za Svjetsko prvenstvo 2010. Anelka je na gostovanju u Irskoj postigao važan pogodak, te je igrao i u kontroverznoj uzvratnoj utakmici. Kako god, Francuska se plasirala na mundijal, a Anelka je nastupio u dvije utakmice grupne faze.
Nakon tog prvenstva Anelka se oprostio od reprezentacije poslije 69 odigranih susreta i 14 postignutih golova.

## Vanjske poveznice
- Anelka na Transfermarktu